# Ейринейська губа
Ейринейська губа — затока на північному узбережжі Охотського моря в Хабаровському краї Російської Федерації. Вдається на 7,5 км у берег на західній стороні півострова Лисянського між мисом Шилканом та мисом Ейринейським, що знаходиться за 7,5 км від першого на південний схід.
Береги губи хвилясті і приглубі, у районі мисів — високі, скелясті та обривисті, а у закрутах між мисами — низькі та порізані невеликими річками. Місцями береги вкриті мішаним та листяним лісом.